# Stallarholmen
Stallarholmen – miejscowość (tätort) w Szwecji, w regionie administracyjnym (län) Södermanland, w gminie Strängnäs.
Według danych Szwedzkiego Urzędu Statystycznego liczba ludności wyniosła: 1671 (31 grudnia 2015), 1770 (31 grudnia 2018) i 1788 (31 grudnia 2019).